# Soffitte (Architektur)

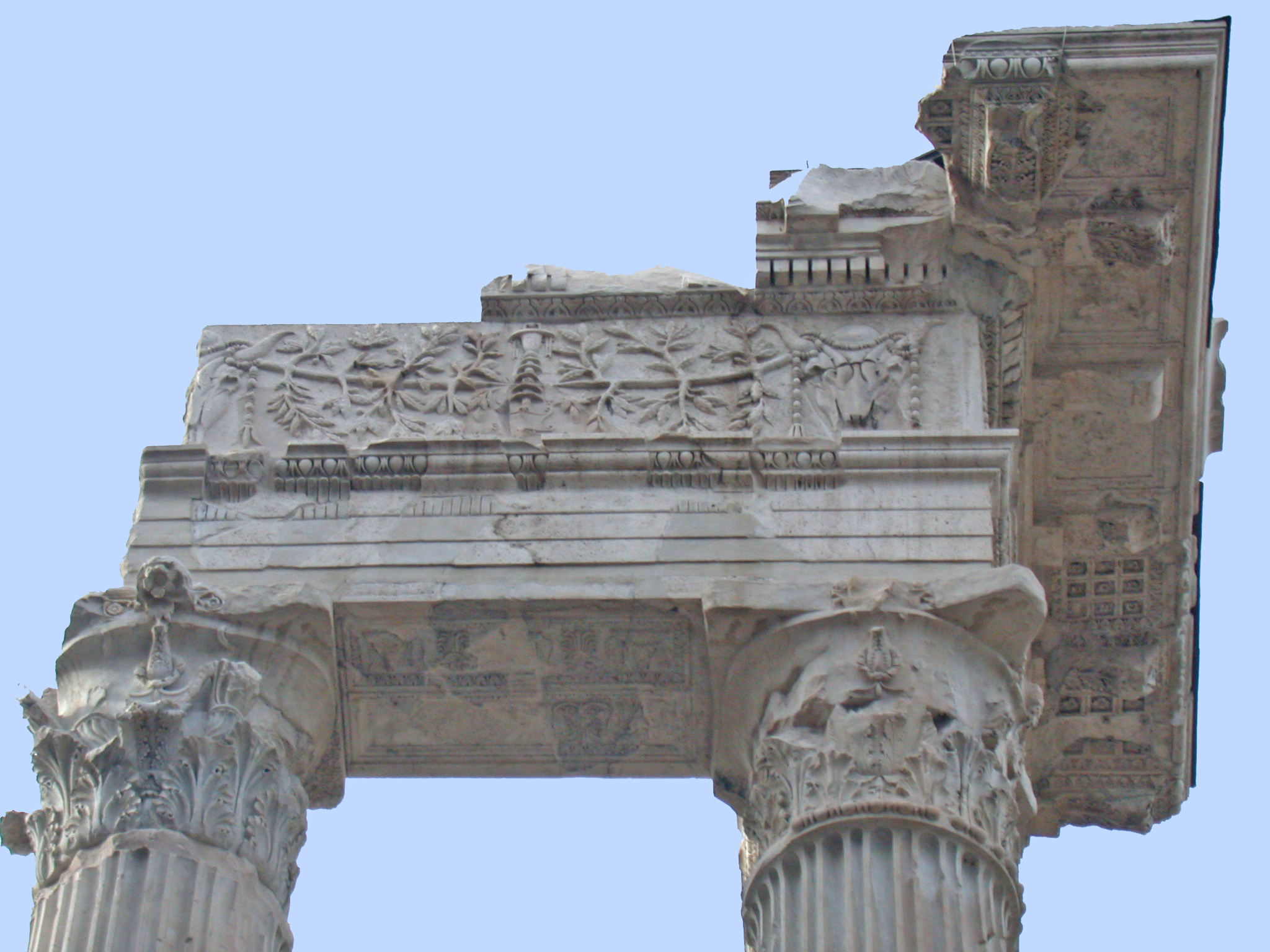
Architravsoffitte am Tempel des Apollo Sosianus in Rom

Eine Soffitte ist in der Architektur die Verzierung einer frei sichtbaren Unterseite einer Decke oder von Baugliedern. Zumeist handelt es sich hierbei um die Unterseite von Architraven oder von Archivolten, doch begegnen sie auch zwischen den Konsolen von Geisa und Gesimsen.
Bei einer Soffitte handelt es sich in der Regel um langrechteckige Unterseiten-Flächen, die von Profilen gerahmt und mit Ornamenten gefüllt werden. Rahmende Elemente sind oft Perlstäbe oder Kymatien, während die Flächen Ornamente unterschiedlicher Form aufnehmen können. Beliebt sind hierbei Rankenmotive, Lotosblüten und Palmetten sowie Bukranien und Kandelabermotive. Werden die Soffitten schmal gehalten, können auch Blattstäbe in Form gestreckter Girlanden – etwa aus Lorbeerblättern wie am Tempel des Zeus in Aizanoi – oder Flechtbänder die Ornamentfläche füllen. Eher quadratische Soffitten zwischen Konsolen beispielsweise werden meist mit Rosetten gefüllt.